# 日本のブルーカラー労働者
日本におけるブルーカラー労働者（にほんにおけるブルーカラーろうどうしゃ、Nikutai-rōdō-sha（肉体労働者）、英：Japanese blue collar workers）は、工場労働者、建設労働者、農業労働者を含め、熟練した者でも未熟練の者でも、さまざまな職種に網羅して存在する。 

## 概要
日本の文化の文脈では、ブルーカラー労働者の実態はその逆の関係、すなわちホワイトカラー労働者またはステレオタイプの日本のサラリーマンとの関係で見ることができうる。 日本の文化では、サラリーマンは、家族への影響や自分自身の幸せへの影響度合にかかわらず、成功するビジネスマンを目指すことを目的とした人と見なされている。コミットメントと忠誠心は、家族へのそれよりも会社にある。 
日本のホワイトカラー労働者は大学教育を受けている者が多いが、ブルーカラー労働者は高校までの教育、もしくは職業学校や専門学校での教育を受けている者が多い。日本のブルーカラー労働者は平均して午前9時から午後5時までを週40時間ほど働いており、時折残業が生じる。ホワイトカラーの労働者の労務可能な時間は1日12時間または週に60時間以上で、通勤にも時間を費やす。労働者のなかには家族や友人と一緒に過ごすことがめったにできず、家庭の中に存在が欠落していると見なすことができる者もいるが、研究によると、人が仕事をするのに必要な時間は、肉体的および心理的な幸福に大きな影響を及ぼす可能性があるとされている。 
日本で報告例がある過労死および過労自殺（karojisatsu）は 「1万人を超える労働者が、仕事の過負荷によって引き起こされる脳梗塞と心疾患のために毎年死亡している」と推定されている。これらの事件のほんのわずかな割合であるがブルーカラー労働者にも生じている。